# حرائق غابات ليغوريا 2021
حرائق غابات ليغوريا هي حرائق غابات متعددة حدثت في أبروتسو في ليغوريا.

## التسلسل الزمني

### أغسطس
اندلع حريق هائل في صباح يوم 17 أغسطس 2021 على مرتفعات فولتري والغابات وبين أشجار البحر الأبيض المتوسط. ذهبت بعض فرق الإطفاء في جنوة إلى المكان. تصاعد الدخان الكثيف والرائع من الغابة فوق تلال غرب جنوة ويمكن رؤيته في جميع أنحاء الربع.

## ما بعد الحرائق

### الأسباب والاعتقالات
في 11 أغسطس 2021 أجريت التحقيقات من قبل كارابينييري وبوليزيا دي ستاتو للتأكد من المسؤولين عن الحرائق المتعمدة.

### المساعدات المالية
لن يتم صرف أي أموال غير قابلة للسداد، ولكن الدعم الاقتصادي لمشاريع حماية الغابات وتعزيز الإقليم تمت.